# Harestua
Harestua este o localitate din comuna Lunner, provincia Oppland, Norvegia, cu o suprafață de 1,37 km² și o populație de 2.104 locuitori (2013).